# Orangeburg (Carolina del Sud)
|  | No s'ha de confondre amb Orangeburg (Nova York). |

Orangeburg és una població dels Estats Units a l'estat de Carolina del Sud. Segons el cens del 2000 tenia 12.765 habitants.

## Demografia
Segons el cens del 2000, Orangeburg tenia 12.765 habitants, 4.512 habitatges i 2.526 famílies. La densitat de població era de 594,5 habitants/km².
Dels 4.512 habitatges en un 23,8% hi vivien nens de menys de 18 anys, en un 33,5% hi vivien parelles casades, en un 18,8% dones solteres, i en un 44% no eren unitats familiars. En el 35,2% dels habitatges hi vivien persones soles el 13,1% de les quals corresponia a persones de 65 anys o més que vivien soles. El nombre mitjà de persones vivint en cada habitatge era de 2,23 i el nombre mitjà de persones que vivien en cada família era de 2,88.
Per edats la població es repartia de la següent manera: un 17,7% tenia menys de 18 anys, un 28,6% entre 18 i 24, un 21% entre 25 i 44, un 17,5% de 45 a 60 i un 15,2% 65 anys o més.
L'edat mediana era de 28 anys. Per cada 100 dones de 18 o més anys hi havia 71 homes.
La renda mediana per habitatge era de 30.306$ i la renda mediana per família de 37.008$. Els homes tenien una renda mediana de 30.310$ mentre que les dones 21.935$. La renda per capita de la població era de 15.263$. Entorn del 17,9% de les famílies i el 24,7% de la població estaven per davall del llindar de pobresa.

## Poblacions més properes
El següent diagrama mostra les poblacions més properes.